# Japan Actuel’s FC
Japan Actuel’s Football Club w skrócie Japan Actuel’s FC – madagaskarski klub piłkarski z siedzibą w Antsirabe, występujący w drugiej, a niegdyś w pierwszej lidze madagaskarskiej.

## Sukcesy
- I liga[1]:
  - mistrzostwo (1): 2011.

## Występy w afrykańskich pucharach
| Sezon | Rozgrywki     | Runda   | Kraj   | Klub             | Dom | Wyjazd | Dwumecz |
| ----- | ------------- | ------- | ------ | ---------------- | --- | ------ | ------- |
| 2012  | Liga Mistrzów | wstępna | Zambia | Power Dynamos FC | 1–3 | 0–5    | 1–8     |

## Stadion
Domowe mecze klub rozgrywa na stadionie o nazwie Stade Vélodrome w Antsirabe,  który może pomieścić 5000 widzów.